# Arctosa capensis
Arctosa capensis là một loài nhện trong họ Lycosidae.
Loài này thuộc chi Arctosa. Arctosa capensis được Carl Friedrich Roewer miêu tả năm 1960.